# Jean-Marie Ledannois
Jean Marie Ledannois (pseudonyme de Jean-Marie Boudot), né le 21 janvier 1940 à Sannois (France) et mort le 27 mars 2014 à Mantes-la-Jolie, est un artiste peintre non figuratif, lithographe et céramiste, qui vécut dans le 16e arrondissement de Paris (4, rue Francisque-Sarcey), puis rue des Peupliers à Boissy-Mauvoisin (Yvelines). Il dirigea le Centre d'arts Abel-Lauvray de Mantes-la-Jolie de 1998 à 2005 et fut membre du Mouvement des artistes contemporains en Yvelines (Hospice Saint-Charles, Rosny-sur-Seine).

## Biographie
Jean-Marie Ledannois fut pendant trois années l'élève (peinture et dessin) de l'École nationale supérieure des arts appliqués et des métiers d'art tout en suivant parallèlement, pendant quatre années, les cours de céramique dans l'atelier, affilié à l'Union centrale des arts décoratifs, d'Annie Martin-Talboutier (épouse du sculpteur Étienne-Martin) à Paris.
Épousant Colette Pham Ngoc Thach, fille du Docteur et de Marie-Louise Pham Ngoc Thach, Jean-Marie Ledannois opte ensuite pour une installation à la campagne, à Boissy-Mauvoisin (où Colette demeure attentionnée à être le premier soutien critique de l'œuvre et à recevoir régulièrement les grandes amitiés artistiques et littéraires telles que Régis Debray), continuant un temps de se rendre quasi-quotidiennement à Paris pour enseigner la poterie dans l'atelier d'Annie Martin-Talboutier. Puis, après avoir « longtemps mené peinture et céramique de front, il a choisi la peinture ».

## Expositions

### Expositions particulières
- Jean-Marie Ledannois, gouaches, Maison de la culture de Mantes-la-Jolie (Bibliothèque Georges-Duhamel), février-mars 1973[5].
- Jean-Marie Ledannois, gouaches, Galerie Christiane Colin, Paris, septembre-octobre 1973[6].
- Galerie Melki, rue de Seine, Paris, avril 1975[7],[8], mai-juin 1976, novembre-décembre 1977.
- One Man Show Ledannois, Foire d'art de Bâle (stand Galerie Melki), 1975.
- Palais des arts et de la culture de Brest, 1976.
- Galerie Maki, Tokyo, 1978.
- Galerie Caroline Corre, Paris, 1979, 1984.
- Centre culturel français, Nairobi, 1980.
- Galerie Anne Blanc, Marly-le-Roi, 1981.
- Centre d'art contemporain de Jouy-sur-Eure, mai-juin 1985.
- Musée du Berry, Bourges, décembre 1985 - janvier 1986.
- Jean-Marie Ledannois, Pierre Lemaire, Hélène Toulouse, Centre régional de développement culturel, Rosny-sur-Seine, janvier-février 1993.
- Me Lydie Brioult, commissaire-priseur à Vernon, ventes de l'atelier Jean-Marie Ledannois, samedi 29 novembre 2014[9] et samedi 4 juillet 2015[10].
- Hôtel Viaudey, ", place du Général-Catroux, Paris, novembre 1921 - janvier 2022[11].

### Expositions collectives
- Biennale de Paris, 1961, 1963, 1965, 1967.
- Galerie Klein, Concarneau, 1961.
- Galerie de la rue Paul-Cézanne, Paris, 1962.
- Salon d'automne, Paris, 1962.
- Atelier Martin-Talboutier, Paris, 1964.
- Salon de l'Enclave, Valréas, 1965, 1966, 1967, 1968, 1971.
- IXe Grand Prix de peinture des Chorégies d'Orange, Musée d'art et d'histoire d'Orange, 1967.
- XVIIIe Grand Prix international de peinture, Deauville, 1967.
- IVe Grand Prix de peinture de la Côte d'Azur, Nice, 1968.
- Premier Salon international d'art contemporain (stand Galerie Melki), Paris, 1974.
- Salon des réalités nouvelles, Paris, 1974, 1975.
- Salon des peintres du Mantois et des Yvelines, Mantes-la-Jolie, 1980, 1982, 1983, 1984, 1985, 1986 1987, 1988, 1989, 1990, 1991, 1992, 1993, 1994, 1995, 1996, 1997.
- Salon des indépendants, Grand Palais, Paris, 1980[12].
- Salon Grands et Jeunes d'aujourd'hui, Grand Palais, Paris, 1980, 1981, 1983, 1985.
- Novembre à Vitry, Salon de Vitry-sur-Seine, 1980.
- Foire internationale de Stockholm (Stand Galerie Anne Blanc), 1982.
- Salon d'hiver, Centre d'art contemporain de Jouy-sur-Eure, 1984, 1985.
- Salon du M.A.C.Y. (Mouvement des artistes contemporains en Yvelines), Centre régional de développement culturel, Rosny-sur-Seine, 1998, 1999, 2000, 2002, 2014[3].
- Salon de Mai, Paris, 1999.
- Salon du M.A.C.Y., Salle polyvalente de Boissy-Mauvoisin, 2001[3].
- Exposition Abstraction, Galerie Art 7, Sennecey-le-Grand, avril-août 2015[13].

## Réception critique
- « Les œuvres de Jean-Marie Ledannois, notamment ses gouaches bleu foncé et ocre, soulignent un esprit de rigueur, de clarté, une volonté d'approcher l'imaginaire sous sa forme la plus minutieuse. Les teintes employées sont alors d'une subtilité et d'une douceur presque diaphanes. Elles révèlent une atmosphère mystérieuse, faite d'impalpabilité. Aussi l'inspiration qui anime ses compositions est-il donc d'un raffinement précieux. » - Jean-Marie Tasset[5]
- « ...Il est en effet une noblesse, un raffinement, une subtilité évidente dans les gouaches de Jean-Marie Ledannois, une sobriété tendue qui s'exprime au travers de grands plans généralement rectangulaires dans lesquels circule une transparence lumineuse, une modulation colorée, un espace délicat mais dense d'où surgit le mystère de l'homme, sa simplicité et sa présence. À trente-trois ans, Jean-Marie Ledannois parvient à un équilibre physiologico-intellectuel rare, signe d'un talent qui ne peut aller qu'en s'affirmant. » - Henry Galy-Carles[6]
- « Ledannois dose la couleur, le matériau (sable, fibre synthétique), dans ses "pas tout à fait rectangles" qui sur la toile se superposent, s'isolent, se multiplient dans une texture différente, une tonalité qui va du plus clair au plus foncé. Ce peintre aime l'emploi de la forme répétée qui va lui permettre de créer une illusion de profondeur : cette série de plans qui se chevauchent développe une articulation visuelle, met en lumière une émotion d'ordre purement plastique qui tendent à la perfection, expriment l'harmonie d'une façon claire et puissante. » - Monique Dittière[8]
- « On évoquera Mondrian, ce qui est impropre. Il faudrait plutôt regarder du côté de Malevitch pour qui la rigueur est une manière de franchir le cap du réalisme. De transcender le langage pictural. Ledannois y parvient en l'intériorisant, en l'amenant à ces effets sobres de matière. Rigueur et sensualité ne sont pas incompatibles. » - Jean-Jacques Lévêque[14]

## Prix et distinctions
- 2e Grand Prix, XVIIIe Grand Prix international de peinture de Deauville, 1967.
- Prix de la ville de Mantes-la-Jolie, 1983.
- Prix du Rotary Club (Salon des peintres du Mantois), 1986.

## Collections publiques
- Fonds national d'art contemporain, Puteaux, Sans titre, dessin 120x80cm, 1979[15].
- Mairie de Mantes-la-Jolie.

## Collections privées
- Jacques Melki.
- Association L'Abbaye, rue de l'Abbaye, Paris[16].
- Isabelle et Thibaut de Reimpré, château du Mirail, Crannes-en-Champagne[17].

## Bibliophilie
- Giovanni Nicolò Doglioni (1548-1629), Costumes des hommes et des dames à Venise - Cortège de la Sérénissime Seigneurie et autres scènes, commémorations, divertissements, cérémonies publiques de la très noble cité de Venise, traduction française de Giacomo Franco, Jardin des Flores, Paris, 1977, fac-similé exécuté d'après le seul exemplaire enluminé connu (1614), couleurs originales et technique d'application de la couleur reconstituées par Jean-Marie Ledannois.